# Oberleitungsbus Teplice

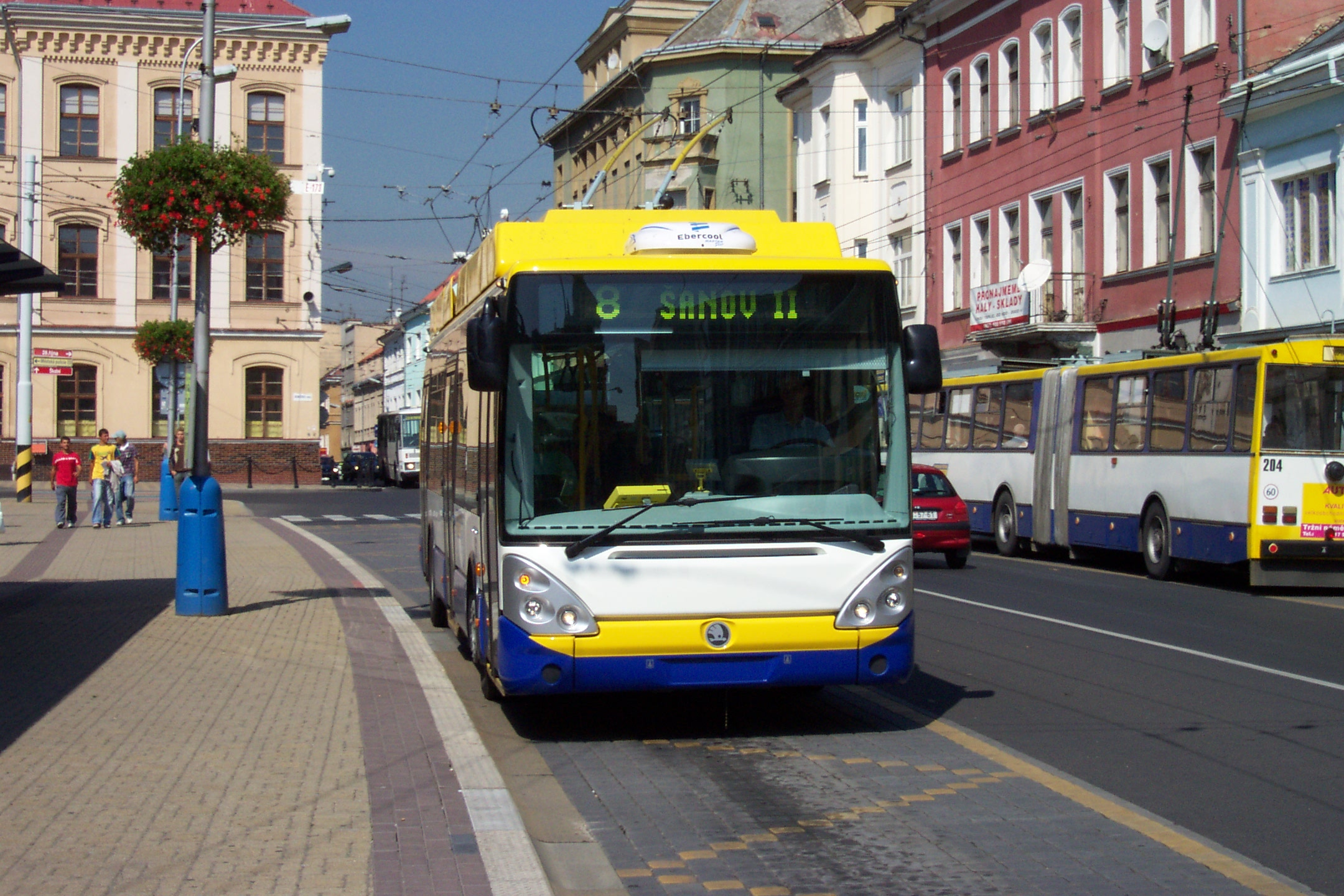
Ein Škoda 24Tr Irisbus im Stadtzentrum, im Hintergrund ein Škoda 15Tr

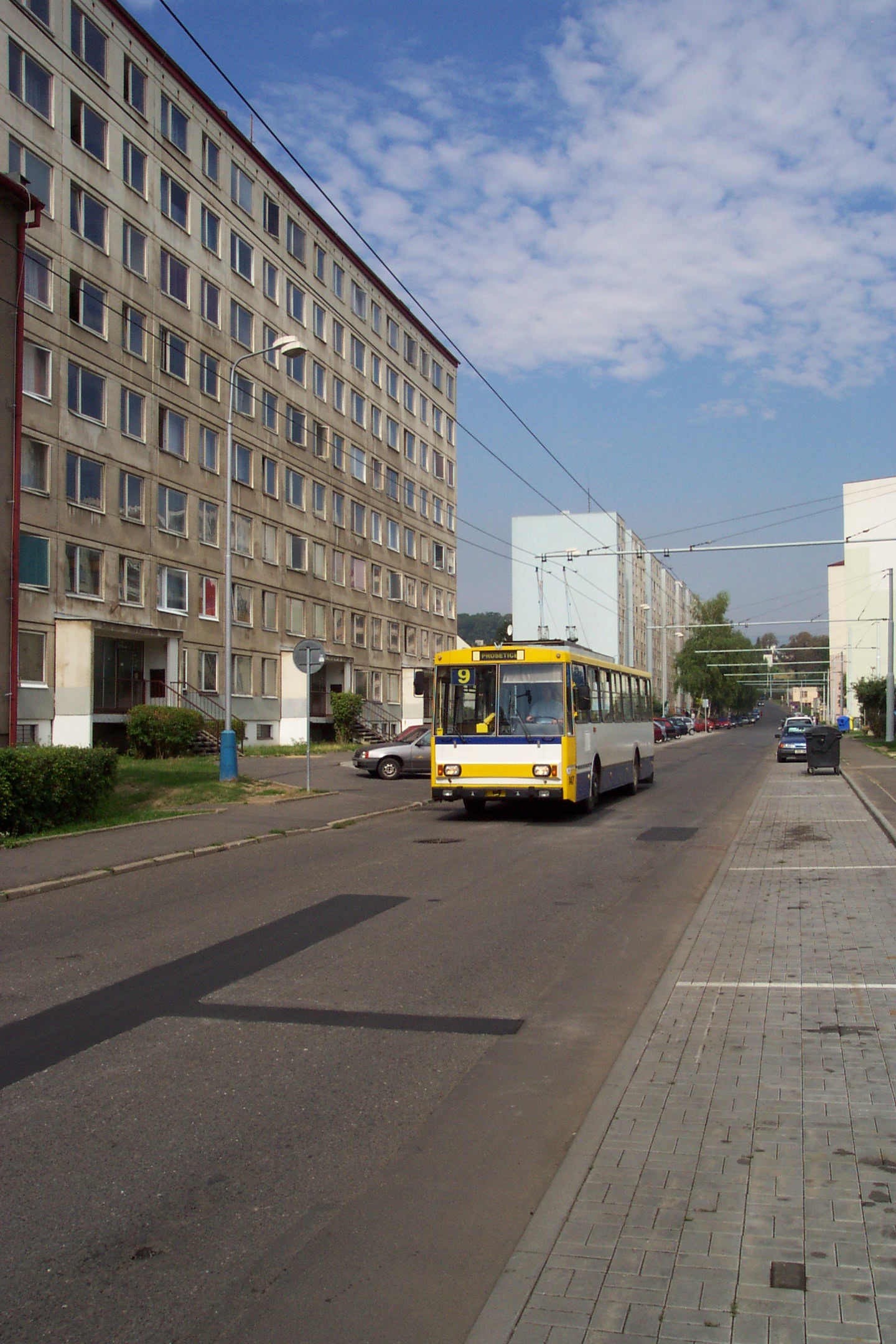
Ein Škoda 14Tr im Stadtteil Prosetice

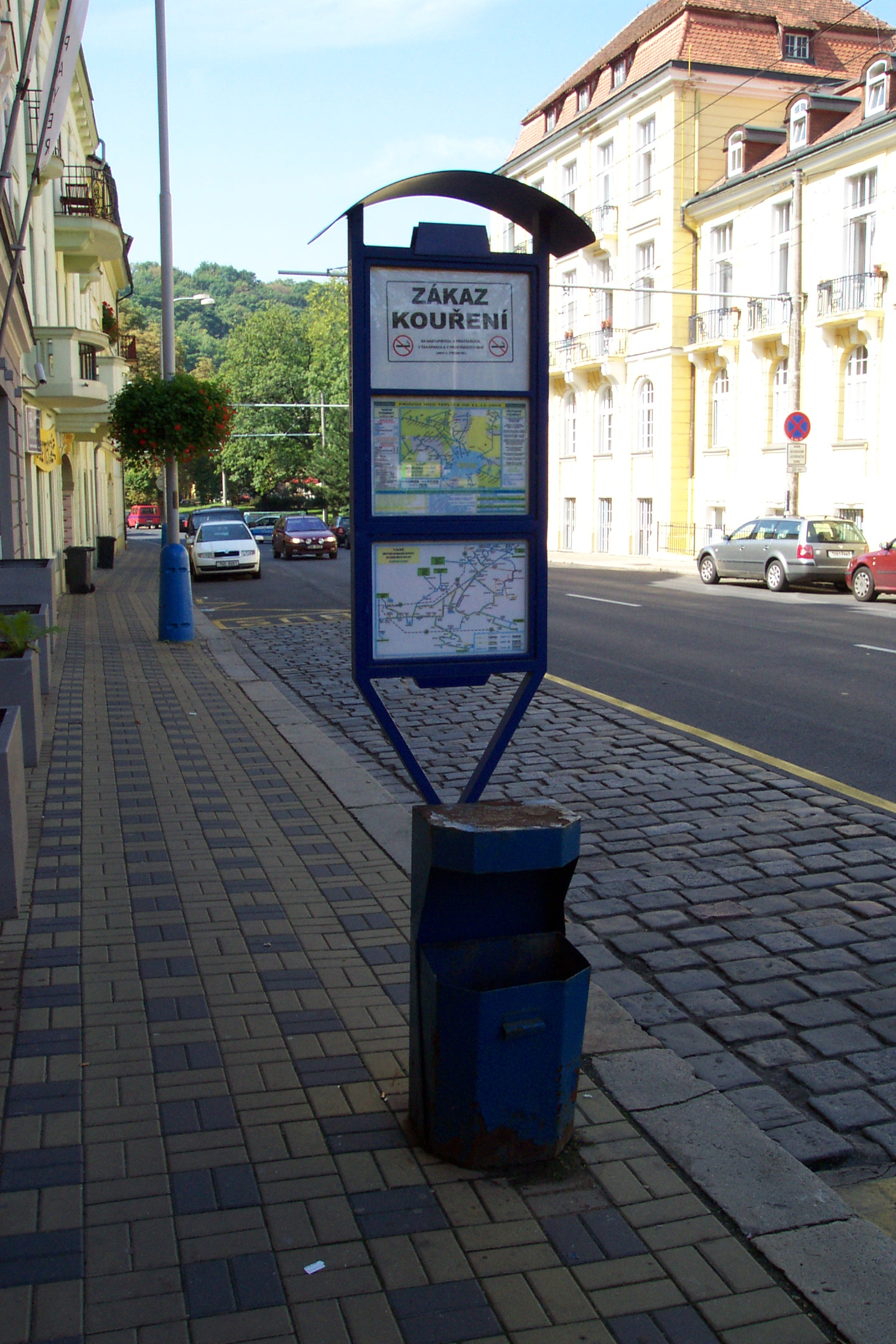
Eine Obus-Haltestelle

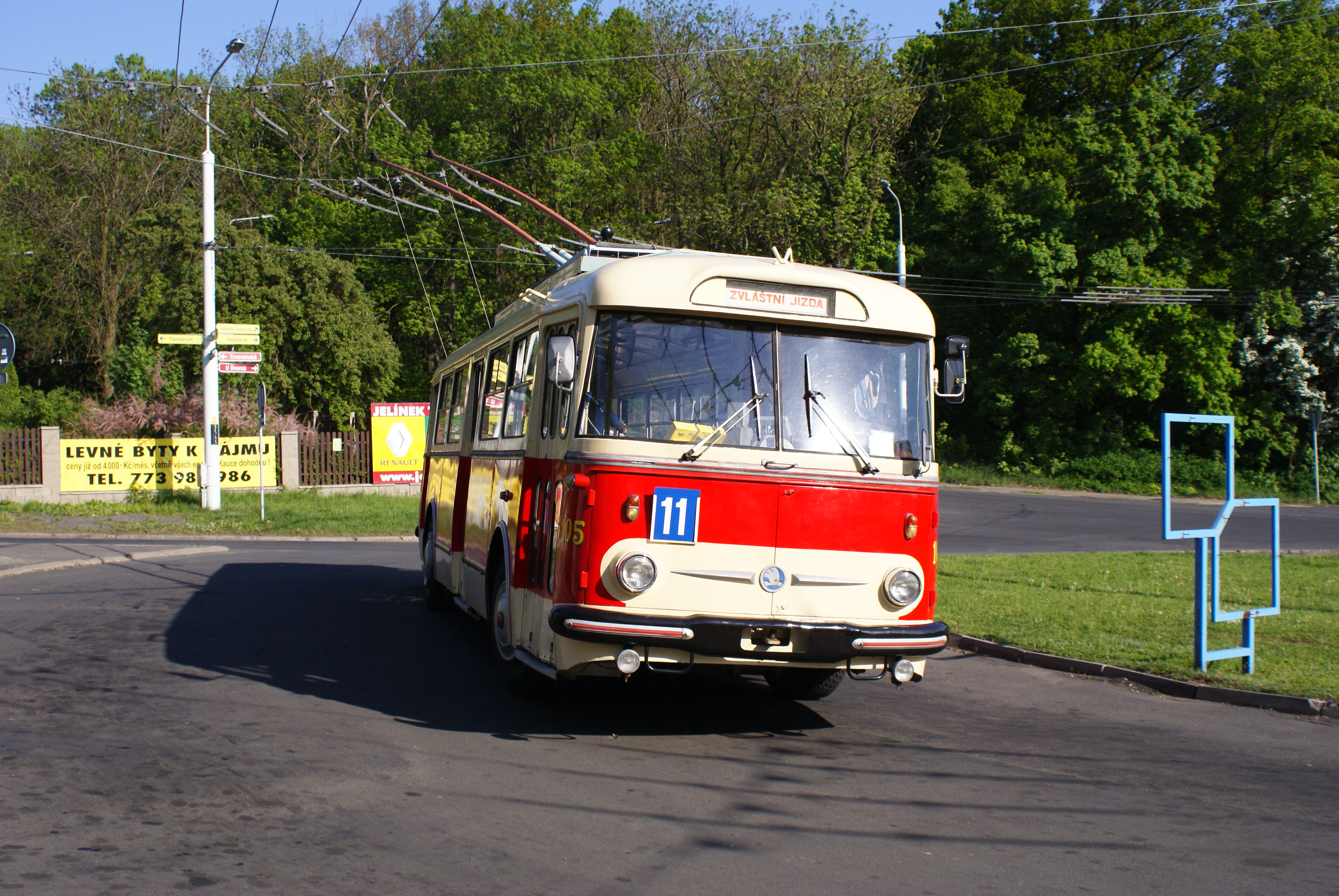
Der historische Škoda 9Tr an der Endhaltestelle Panorama

Der Oberleitungsbus Teplice ist das Oberleitungsbussystem der tschechischen Kurstadt Teplice, welches aktuell aus 9 Linien besteht. Zuständiges Verkehrsunternehmen ist seit dem 1. Januar 2024 Městska Doprava Teplice, nachdem zuvor seit den 1990er Jahren Dopravní Podnik Teplice s.r.o. (zwischenzeitlich Veolia Transport Teplice, s.r.o.; jetzt Arriva Teplice s.r.o.) zuständig war. Dieses Unternehmen betreibt auch den städtischen Autobusverkehr.
Es war das einzige von Arriva betriebene O-Busnetz.

## Geschichte

### Eröffnung
In den 1950er Jahren wurde in Teplice, wie in anderen Städten der ehemaligen Tschechoslowakei, die Straßenbahn aufgelassen. Der erste elektrische Straßenbahnverkehr in Tschechien, der damals Teplice mit Dubí verband, sollte durch den Obusverkehr ersetzt werden. In dieser Zeit existierten zwar viele Bestrebungen, den Straßenbahnverkehr zu erhalten, sie wurden jedoch nicht verwirklicht.
Der erste Teil der Obusstrecke wurde am 1. Mai 1952 eröffnet. Damals wurde noch nicht mit der Auflassung des Straßenbahnnetzes gerechnet, in Planung war im Gegenteil ein Parallelbetrieb beider Systeme. Um das Jahr 1954 zeigte sich, dass die Konzeption der ersten Ringstrecke ein großer Nachteil des neuen Systems war und trotz einiger Versuche, beide Verkehrsmittel zu bewahren, wurde der Straßenbahnverkehr beendet.

### 1960er und 1970er Jahre
Im Jahr 1962 wurde das Netz erweitert. Die Betriebsstrecke zum Depot wurde bis nach Novosedlice verlängert, ein Jahr später der Abschnitt durch Újezdeček neu trassiert. Die letzte neue Strecke war der Abschnitt von Červený kostel bis zur Station ČSAD in Trnovany, der 1967 eröffnet wurde. Es folgte die Zeit der Abnahme und diese neu eröffnete Strecke wurde schon 1978 aufgegeben.

### 1980er Jahre
Die „Renaissance“ der elektrischen Traktion Ende der 1970er Jahre führte auch in Teplice zu einem weiteren Ausbau des Oberleitungsbusnetzes. 1984 wurde die neue Strecke von Městské sály zur Zemská-Straße gebaut, im März 1987 wurde die Strecke von Červený kostel zur Station ČSAD in Trnovany erneuert und weiter durch die Modlanská-Straße zur Fabrik Somet verlängert. Noch Ende August 1987 wurde außerdem ein Abzweig zur neuen Plattenbausiedlung Anger eröffnet.
Größere Veränderungen ergaben sich durch den Braunkohlebergbau im Norden der Stadt. Mehrere Stadtteile Teplices und das Zentrum von Dubí sollten abgerissen werden. Im Gegenzug entstanden die Plattenbausiedlungen Nová Ves und Prosetice. Auch das Obus-Depot sollte verlegt werden. Der Braunkohlenbergbau wurde jedoch nicht realisiert. In diesem Jahr wurde die neue Strecke zwischen der Pražská-Straße und der Plattenbausiedlung Prosetice eröffnet.

### 1990er Jahre
Im Osten der Stadt wurde inzwischen weiter gebaut. 1990 wurde der Abschnitt von Somet zur Endstation Sochorova-Straße in Betrieb genommen, 1991 wurde das Netz noch um eine Strecke außerhalb der Stadt vom Hauptbahnhof durch die Jateční-Straße zum Krankenhaus erweitert. Dieser Teil ermöglicht eine Umleitung, wenn die Hauptstrecke nach Řetenice nicht befahrbar ist. Im Jahr 1993 wurde der Verkehr am Abzweig aus der Pražská-Straße nach Šanov aufgegeben, ein Jahr später wurde der Verkehr aber wieder aufgenommen.
In diesem Jahr existierten in Teplice sieben Obuslinien.
Im Jahr 1995 wurde auch die Strecke vom Depot nach Novosedlice aufgelassen, drei Jahre später auch die Fahrdrähte abgebaut.
Im Jahr 1996 wurde eine neue Strecke zur Třešňovka und zur Plattenbausiedlung Nová Ves vollendet, im Jahr 1997 eine Strecke von der Sochorova-Straße zur Plattenbausiedlung Panorama fertig gebaut und gleichzeitig durch die Šrámkova-Straße mit der Hauptstrecke auf der Masarykova-Straße verbunden.

## Fahrzeuge
Den Obusbetrieb in Teplice wurde mit Obussen des Typs Škoda 7Tr eröffnet. Mit der Zeit folgten weitere Typen von Škoda: 8Tr und 9Tr. Die wachsende Zahl der Wagen Škoda 14Tr und Škoda 15Tr (die ursprünglich zwischen České Budějovice und dem Kernkraftwerk Temelín fahren sollten) ermöglichte Ende der 1980er beziehungsweise Anfang der 1990er Jahre die allmähliche Ausmusterung der 9Tr. Der letzte von ihnen, ein 9TrHT mit der Betriebsnummer 105, schied 1993 aus dem regulären Bestand, blieb aber als Museumswagen erhalten und bedient heute die Sommerlinie 11.

### Ehemals vorhandene Fahrzeugtypen
| Bild | Typ                     | Anzahl | Lieferjahre                                 | Einsatzzeitraum | Anmerkungen                                                                             |
| ---- | ----------------------- | ------ | ------------------------------------------- | --------------- | --------------------------------------------------------------------------------------- |
|      | Škoda 7Tr               | 13     | 1952–1955                                   | 1952–1974       | 3 Wagen wurden zwischen 1961 und 1964 in Škoda 8Tr umgebaut                             |
|      | Škoda 8Tr               | 14     | 1956, 1959, 1961                            | 1959–1980       | 3 Wagen wurden aus Škoda 7Tr umgebaut                                                   |
|      | Škoda 9Tr               | 41     | 1962–1965, 1968, 1970–1971, 1974, 1978–1981 | 1962–1993       | Wagen 105 als Museumswagen erhalten, 7 Wagen 1974 wurden gebraucht aus Děčín übernommen |
|      | Škoda 14Tr, Škoda 14TrM | 39     | 1982–1987, 1989–1992, 1995                  | 1982–2016       | 5 Wagen wurden 1995 nach Riga sowie 4 Wagen 2002 nach Almaty abgegeben                  |
|      | Škoda 15Tr              |        | 1990                                        | 1990–2013       | Wagen 205 als Museumswagen erhalten                                                     |
|      | SOR TN 12 A             | 1      | 2010                                        | 2010–2019       | 2019 an Museum in Loučeň abgegeben                                                      |

Nach wurden neue Niederflurobusse der Typen Škoda 24Tr Irisbus, Škoda 25Tr Irisbus, Škoda 26Tr Solaris, Škoda 28Tr Solaris, SOR TN 12 Škoda 32Tr und Škoda 33Tr geliefert. Im Januar 2024 verkehrten folgende 37 Wagen im Regelbetrieb:

### Aktuell vorhandene Fahrzeugtypen
| Bild | Typ                  | Anzahl (im Bestand) | Lieferjahre     | Anmerkungen                                |
| ---- | -------------------- | ------------------- | --------------- | ------------------------------------------ |
|      | Škoda 24Tr Irisbus   | 7 (3)               | 2005–2008       | 3 Wagen wurden 2021 nach Haskovo abgegeben |
|      | Škoda 25TrBT Irisbus | 2 (2)               | 2008            |                                            |
|      | Škoda 26Tr Solaris   | 6                   | 2009–2010       |                                            |
|      | Škoda 28Tr Solaris   | 6                   | 2009–2011, 2015 |                                            |
|      | Škoda 30Tr SOR       | 8                   | 2013, 2018      | Wagen 501–505 mit Batteriehilfsantrieb     |
|      | Škoda 32Tr SOR       | 7                   | 2019            | Wagen 506–510 mit Batteriehilfsantrieb     |
|      | Škoda 33Tr SOR       | 1                   | 2019            |                                            |